# العلاقات النمساوية الدومينيكية
العلاقات النمساوية الدومينيكية هي العلاقات الثنائية التي تجمع بين النمسا ودومينيكا.

## مقارنة بين البلدين
هذه مقارنة عامة ومرجعية للدولتين:
| وجه المقارنة                                              | النمسا                                                    | دومينيكا              |
| --------------------------------------------------------- | --------------------------------------------------------- | --------------------- |
| المساحة (كم2)                                             | 83.86 ألف                                                 | 751                   |
| عدد السكان (نسمة)                                         | 8.81 مليون                                                | 73.92 ألف             |
| الكثافة السكانية (ن./كم²)                                 | 105.06                                                    | 9.84 ألف              |
| العاصمة                                                   | فيينا                                                     | روسو                  |
| اللغة الرسمية                                             | اللغة الألمانية، لغة الإشارة النمساوية ‏                   | لغة إنجليزية          |
| العملة                                                    | يورو، شلن نمساوي، رايخ مارك، شلن نمساوي                   | دولار شرق الكاريبي    |
| الناتج المحلي الإجمالي (بليون دولار)                      | 416.60 مليار                                              | 562.54 مليون          |
| الناتج المحلي الإجمالي (تعادل القوة الشرائية) بليون دولار | 426.99 مليار                                              | 789.63 مليون          |
| الناتج المحلي الإجمالي الاسمي للفرد دولار أمريكي          | 43.77 ألف                                                 | 7.12 ألف              |
| الناتج المحلي الإجمالي للفرد دولار أمريكي                 | 47.68 ألف                                                 | 10.88 ألف             |
| مؤشر التنمية البشرية                                      | 0.885                                                     | 0.724                 |
| رمز المكالمات الدولي                                      | +43                                                       | +1767                 |
| رمز الإنترنت                                              | .at                                                       | .dm                   |
| المنطقة الزمنية                                           | توقيت وسط أوروبا، ت ع م+01:00، ت ع م+02:00، أوروبا/فيينا ‏ | 00، توقيت أطلنطي موحد |

## منظمات دولية مشتركة
يشترك البلدان في عضوية مجموعة من المنظمات الدولية، منها:
| علم المنظمة | اسم المنظمة                        | تاريخ انضمام النمسا | تاريخ انضمام دومينيكا |
| ----------- | ---------------------------------- | ------------------- | --------------------- |
|             | مؤسسة التنمية الدولية              | 28 يونيو 1961       | 29 سبتمبر 1980        |
|             | يونسكو                             | 13 أغسطس 1948       | 9 يناير 1979          |
|             | وكالة ضمان الاستثمار متعدد الأطراف | 16 ديسمبر 1997      | 7 أكتوبر 1991         |
|             | الأمم المتحدة                      | 14 ديسمبر 1955      | 18 ديسمبر 1978        |
|             | الاتحاد البريدي العالمي            | ?                   | ?                     |
|             | البنك الدولي للإنشاء والتعمير      | 27 أغسطس 1948       | 29 سبتمبر 1980        |
|             | الاتحاد الدولي للاتصالات           | 1866                | 28 أكتوبر 1996        |
|             | منظمة حظر الأسلحة الكيميائية       | ?                   | ?                     |
|             | مؤسسة التمويل الدولية              | 28 سبتمبر 1956      | 29 سبتمبر 1980        |
|             | منظمة التجارة العالمية             | ?                   | ?                     |
|             | منظمة الشرطة الجنائية الدولية      | ?                   | ?                     |

## وصلات خارجية
- موقع وزارة الخارجية النمساوية